# 麻ミナ
麻 ミナ（あさ みな、1947年〈昭和22年〉11月2日 - ）は、長野県出身の元女優。身長157 cm。体重57 kg。

## 人物
1965年に東宝芸能学校に入学、1969年より東京俳優生活協同組合に所属していた。
声質はアルト。特技はジャズダンス、趣味はテニス。

## 出演

### 映画
- 「パンツの穴 本牧ベイでクソくらえ」（1990年3月24日） - 大門加代 役
- 「スーパーの女」（1996年6月15日） - 鮮魚部 役

### テレビドラマ

#### NHK
- 大河ドラマ
  - 「おんな太閤記」第37話「あさひの涙」（1981年9月20日） - 商人 役[4][5]
  - 「峠の群像」第42話「吉良の抜け穴」（1982年10月24日） - 農家の親子 役[6]
  - 「信長 KING OF ZIPANGU」第20話「伴天連フロイス」（1992年5月17日） - かめ 役[7]
- 「御宿かわせみ 第2シリーズ」第8話「ぼてふり安」（1982年12月1日）
- 連続テレビ小説
  - 「おしん」第230話（1984年1月13日） - 客 役[8]
  - 「澪つくし」（1985年4月1日 - 10月5日） - 豊子 役[9]
  - 「あぐり」第77話（1997年7月4日）[10]
  - 「おひさま」第65話・第66話（2011年6月17日・6月18日） - 杏子の叔母 役[11][12][13]
- 「イキのいい奴」最終話「男純情」（1987年3月11日）[14]
- 「さわやか3組」（1987年4月8日 - 2009年3月11日）
- NHKスペシャル ドラマ 黄色い髪（1989年）
- 「拝啓自治会長殿」第9話・第10話（1995年11月30日・12月1日）[15]
- 「天晴れ夜十郎」（1996年9月13日 - 1997年3月21日）
- 「双子探偵」第5話「亡霊は夜歩く」（1999年7月31日）[16]
- 「おらが春〜小林一茶〜」（2002年4月1日）
- 「中学生日記 シリーズキックオフ 土曜日がお休み」（2002年4月7日）
- 「菊亭八百善の人びと」第3話・第5話・第6話（2004年4月12日・5月7日・5月10日）[17]
- 「おシャシャのシャン!」（2008年1月10日） - 前田敏江 役[18]

#### 日本テレビ
- 「水もれ甲介」第21話「おふくろ二人!」（1975年3月2日）[19] - お手伝いさん
- 「太陽にほえろ!」
  - 第205話「ジョーズ探偵の悲しい事件簿」（1976年6月18日）[20]
  - 第252話「鮫島結婚相談所」（1977年5月20日）[21]
  - 第389話「心の重荷」（1980年1月11日）[22]
  - 第412話「似顔絵」（1980年6月27日）[23]
  - 第425話「愛の詩-島刑事に捧ぐ」（1980年9月26日）[24]
  - 第459話「サギ師入門」（1981年5月29日）[25]
  - 第554話「シルバーシート」（1983年4月29日）[26]
  - 第575話「向い風」（1983年11月4日）[27]
  - 第643話「走れブルース」（1985年3月29日）[28]
  - 第651話「号泣」（1985年6月7日）[29]
  - 第664話「マイコンがトシさんを撃った!」（1985年9月20日）[30]
  - 第685話「ロッキーの白いハンカチ」（1986年2月21日） - しのぶの知人 役[31]
- 「大都会 PARTII」第31話「殺人計画No.4」（1977年11月1日）[32]
- 「熱中時代 第1シリーズ」[33]
  - 第1話「オレが先生と呼ばれる日」（1978年10月6日） - PTA母親 役
  - 第2話「熱中先生最初の失敗」（1978年10月13日） - PTAの母親 役
  - 第11話「涙の父母参観日」（1978年12月15日） - 授業参観の母親たち 役
- 「新五捕物帳」第142話「盗っ人が生んだ赤ン坊」（1981年4月7日）[34]
- 「プロハンター」第16話「悪い女」（1981年7月21日）[35]
- 「事件記者チャボ!」第20話「チャボの危険がいっぱい…!」（1984年3月10日） - 主婦 役[36]
- 「誇りの報酬」第43話「母に捧げる犯罪」（1986年8月3日）
- 火曜サスペンス劇場
  - 「冷たいのがお好き」（1987年4月14日） - 主婦 役[37]
  - 「森村誠一の結婚株式会社」（1990年11月6日）[38]
  - 「夜間中学」（1998年1月20日）[39]
- DRAMA COMPLEX「ブラックウィドー 未亡人」（2005年12月6日）[40]

#### TBS
- 結婚前夜シリーズ 第6話「さよならインバネス」（1976年、TBS） - サウナの係員A 役
- 「玉ねぎむいたら…」[41]
  - 第4話「マンガが消えた!?」（1981年4月24日） - テツの母親 役
  - 第6話「盗まれた免許皆伝」（1981年5月8日） - 母親 役
- 「秘密のデカちゃん」第27話「当った占い、秘密を守ればタタリが続く」（1981年12月16日）
- 「噂の刑事トミーとマツ 第2シリーズ」第25話「ネス湖の怪獣? トミーの水中変身」（1982年6月30日）[42]
- 「わが子はアイスキャンデー」（1984年3月11日） - 浩の母の知人 役[43]
- 「うちの子にかぎって…」第3話（1984年8月31日） - 深見千恵 役[44]
- 東芝日曜劇場「改札口」[45][46]
- 水曜ドラマスペシャル
  - 「女の願い」（1987年3月4日）[47]
  - 「魔夏少女」（1987年8月12日）[48]
- 「橋田壽賀子ドラマ おんなは一生懸命」第6話（1987年12月9日） - アパートの女 役
- 「とまどいの日々」第1話・第3話・最終話（1987年10月26日・10月28日・10月29日）[49]
- 「不倫の恋日記」最終話（1988年3月17日）[50]
- 月曜ドラマスペシャル
  - 「第三の女」（1989年10月16日）[51]
  - 「松本清張特別企画・聞かなかった場所」（1997年7月7日）[52]
- 「ずっとあなたが好きだった」最終話「NO SIDE !」（1992年9月25日）[53]
- 「WHO!?」（1997年9月1日 - 10月31日）[54]

#### フジテレビ
- 「同心部屋御用帳 江戸の旋風II」第52話「短銃をつきとめろ!」（1977年3月24日）[55]
- 「江戸の渦潮」第13話「復讐に燃えた女」（1978年8月17日）
- 月曜ドラマランド
  - 「うっかり夫人ちゃっかり夫人」第1作（1983年6月20日）[56]
  - 「あんみつ姫」第3作（1984年1月9日）[57]
- 「暴れ九庵」第8話「医者を治したおてんば娘」（1984年11月20日）[58]
- 金曜女のドラマスペシャル「愛の終着駅」（1984年10月19日）[59]
- 阿刀田高サスペンス「道連れ」（1990年7月30日）[60]
- 「ジュニア・愛の関係」第8話（1992年6月4日） - あやめ 役[61]
- 金曜エンタテイメント「検察捜査」（1995年5月19日） - 佐々木瑞穂 役[62]
- 「風の迷走」（1995年11月20日）[63]
- 花王ファミリースペシャル「春さん・夢配達人」第2作（1995年2月25日）[64]
- 「はるちゃん4」第1話（2000年4月3日）

#### テレビ朝日
- 「非情のライセンス 第2シリーズ」第65話「兇悪のざんげ」（1976年1月8日） - ホステス 役[65]
- 「ロボット110番」
  - 第5話「奇跡を呼ぶ借金とり」（1977年5月13日）
  - 第16話「大発明! バッテンメーター」（1977年7月29日）
- 「レッドビッキーズ」シリーズ
  - 「がんばれ!レッドビッキーズ」 - 田島春恵 役[66]
    - 第5話「突っ込めペロペロ」（1978年2月3日）
    - 最終話「ビッキーズよ永遠に」（1978年12月29日）

  - 「それゆけ!レッドビッキーズ」第11話「橋の下でひろった子」（1980年11月7日） - モンタ・アヤ・文三の母 役[67]
- 「浮浪雲」第11話（1978年6月11日）[68]
- 土曜ワイド劇場
  - 「帝銀事件 大量殺人 獄中32年の死刑囚」（1980年1月26日）[69]
  - 「霧の旗」（1991年11月23日） - 客 役[70]
  - 「牟田刑事官事件ファイル」第19作「悪い夢」（1994年4月2日）[71]
- 「走れ!熱血刑事」第24話「青春にキック・オフ」（1981年6月8日）[72]
- 「熱血あばれはっちゃく」第44話（1983年2月19日）
- 「私鉄沿線97分署」[73]
  - 第3話「今川焼でタッチダウン!」（1984年11月11日）
  - 第33話「心のシグナルが見えますか?」（1985年6月9日）
- 「草壁署迷宮課おみやさん 第1シリーズ」第4話「13年前の夫婦交換心中が今日…!」（1985年8月23日）[74]
- 「特捜最前線」第458話「終着駅の女II 上野駅・徳永礼子の犯罪!」（1986年3月20日）[75]
- 「どうぶつ通り夢ランド」第11話「美女がセンターにやって来た!」（1986年12月14日）[76]
- 「代表取締役刑事」第27話「人間の絆」（1991年5月12日）[77]
- 「さすらい刑事旅情編」シリーズ
  - 「さすらい刑事旅情編IV」第11話「古都鎌倉・歩いた死体!?」（1991年12月25日）[78]
  - 「さすらい刑事旅情編V」第16話「密告電話・墓地に立つ女」（1993年2月10日）[79]
- 「徳川無頼帳」（1992年4月14日 - 9月29日）
- 「はぐれ刑事純情派」シリーズ
  - 「はぐれ刑事純情派 第5シリーズ」第18話「盗聴器を仕掛けた女・ガテンギャルの犯罪」（1992年8月5日）[80]
  - 「はぐれ刑事純情派 第12シリーズ」第19話「略奪愛!? 川辺課長を騙した女!」（1999年8月4日）[81]
  - 「はぐれ刑事純情派 第15シリーズ」第3話「殺人現場から消えた女 安浦刑事、弁当屋になる!?」（2002年4月17日）
  - 「はぐれ刑事純情派 第16シリーズ」第20話「おふくろさん殺人事件!? モノマネが暴いた真犯人」（2003年8月20日）
  - 「はぐれ刑事純情派 第17シリーズ」最終話「東京－岩手花巻温泉500Km運命の男と女、愛の完全犯罪トリック」（2004年9月22日）[82]
- 「風の刑事・東京発!」（1995年10月18日 - 1996年3月20日）
- 「研修医なな子」（1997年10月13日 - 12月8日）[83]
- 「幻想ミッドナイト」第5話「ゆきどまり」（1997年11月2日）[84]
- 「YASHA-夜叉-」第1話「運命の再会」（2000年4月21日）[85]
- 「はみだし刑事情熱系 最終章」第9話「狙われた6月の花嫁 ケーキに隠した殺意」（2004年6月9日）[86]

#### テレビ東京
- 「大江戸捜査網 第3シリーズ」
  - 第156話「理由なき殺人」（1976年9月11日）[87]
  - 第369話「非情の少女囮作戦」（1980年12月20日）[88]
  - 第414話「涙の仇討ち慕情」（1981年11月7日）[89]
- 「浮浪雲」第11話（1978年6月11日）
- ドラマ・女の四季「お姑さん大募集!」（1988年2月8日）[90]
- 「Cafe吉祥寺で」第36話・第38話・第39話・第41話・第42話・第44話・第45話（2008年11月17日・11月19日・11月20日・11月24日・11月25日・11月27日・11月28日） - 家政婦 役

### 特撮
- 「ロボット110番」（テレビ朝日）[91]
  - 第5話「奇跡を呼ぶ借金とり」（1977年5月13日）
  - 第16話「大発明! バッテンメーター」（1977年7月29日）
- 「UFO大戦争 戦え! レッドタイガー」第30話「悪魔くん、こんにちは」（1978年10月26日、テレビ東京）[92]
- 「スーパー戦隊シリーズ」（テレビ朝日）
  - 「科学戦隊ダイナマン」第14話「突撃チョロッポ兵」（1983年5月7日） - マリの母親 役[93]
  - 「超獣戦隊ライブマン」第24話「遊んで百点が取れる?!」（1988年8月6日） - 子供の母親 役[94]
  - 「未来戦隊タイムレンジャー」第6話「偽りの招待客」（2000年3月19日） - 湯沢社長夫人 役
  - 「百獣戦隊ガオレンジャー」第8話「犬、走る!!」（2001年4月8日） - 主婦 役
- 「仮面ライダーシリーズ」
  - 「仮面ライダーBLACK」第28話「地獄へ誘う黄金虫」（1988年4月24日、TBS） - キャピトラの客 役[95]
  - 「仮面ライダー響鬼」第1話「響く鬼」・第2話「咆える蜘蛛」（2005年1月30日・2月6日、テレビ朝日） - 伯母 役[96][97]
- 「メタルヒーローシリーズ」（テレビ朝日）
  - 「特捜ロボ ジャンパーソン」第10話「福の神に御用心」（1993年4月4日） - ショウイチの叔母 役
  - 「テツワン探偵ロボタック」第10話「おじさん探偵ド根性」（1998年5月10日） - 新出益代 役
- 「超光戦士シャンゼリオン」第10話「サバじゃねぇ!」（1996年6月5日、テレビ東京） - 掃除婦（バクリナー人間体） 役[98]

## 方言指導
- 花王ファミリースペシャル「裸の大将放浪記」第45作（1990年12月16日、フジテレビ）[99]
- 「大地の子」第1話「父二人」（1995年11月11日、NHK）[100]
- 「新・半七捕物帳」第7話「槍突き」（1997年5月16日、NHK） - 信州言葉指導
- 連続テレビ小説「おひさま」（2011年4月4日 - 10月1日、NHK） - 信州方言指導